# Canas de Santa Maria
Canas de Santa Maria ist eine Gemeinde (Freguesia) im portugiesischen Kreis Tondela. In ihr leben 1607 Einwohner (Stand 19. April 2021).

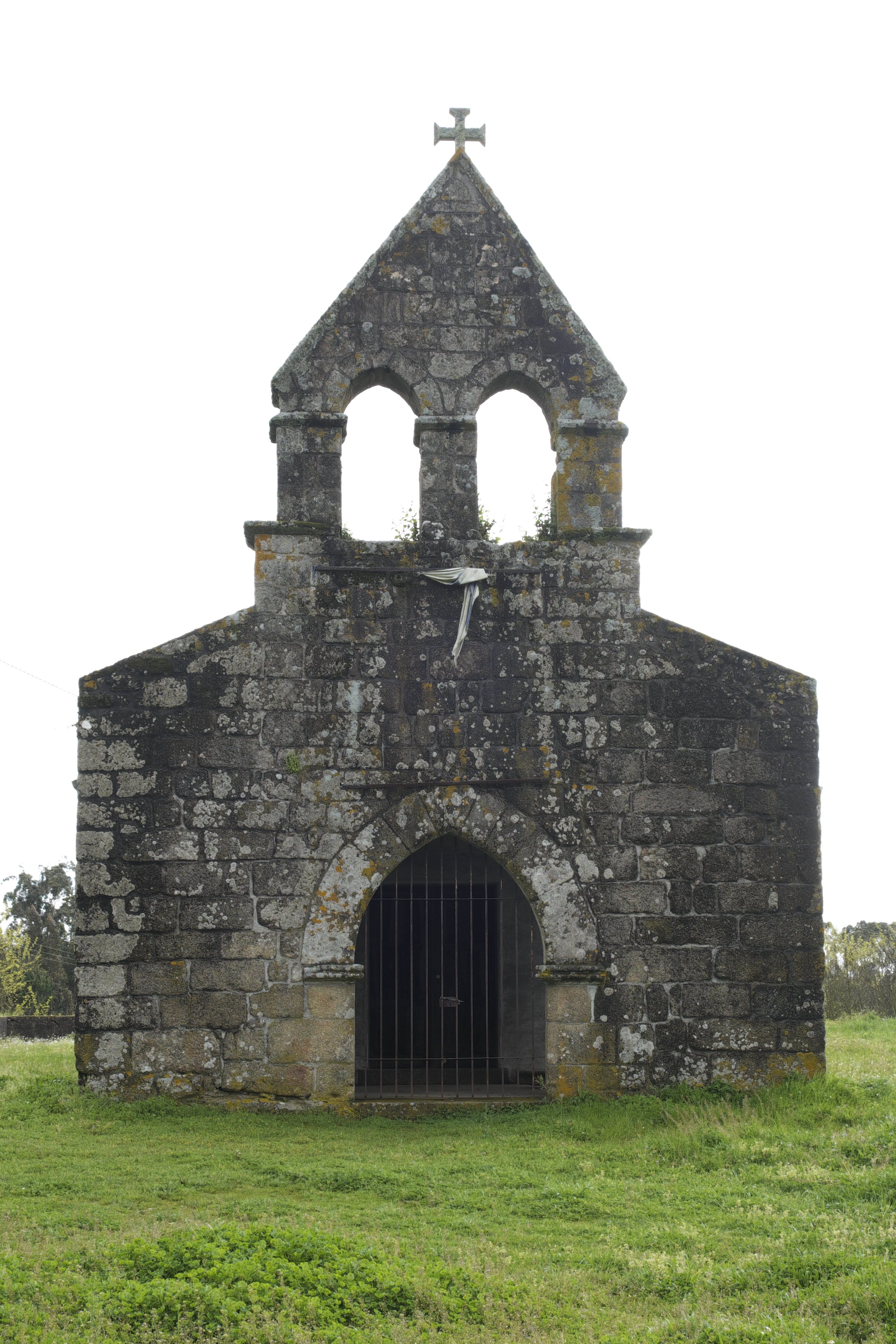
Kirche Santa Maria